# Vasticardium orbita
Vasticardium orbita is een tweekleppigensoort uit de familie van de Cardiidae. De wetenschappelijke naam van de soort is voor het eerst geldig gepubliceerd in 1833 door Broderip & Sowerby I.